# Stirtonanthus chrysanthus
Stirtonanthus chrysanthus är en ärtväxtart som först beskrevs av Robert Stephen Adamson, och fick sitt nu gällande namn av B.-e.van Wyk och Anne Lise Schutte. Stirtonanthus chrysanthus ingår i släktet Stirtonanthus och familjen ärtväxter. Inga underarter finns listade i Catalogue of Life.

## Bildgalleri